# Let's Stay Together (musikalbum)
Let's Stay Together är ett musikalbum av Al Green som utgavs 1972 av skivbolaget Hi Records. Albumet som var Greens fjärde kom att innebära hans stora genombrott efter framgången med det föregående albumet Al Green Gets Next to You. Skivan nådde åttondeplatsen på Billboard 200-lustan och titelspåret blev Greens första och enda Billboardetta.

## Låtlista
(upphovsman inom parentes)
1. "Let's Stay Together" (Green, Al Jackson, Jr., Willie Mitchell) – 3:18
2. "La-La for You" (Green, Willie Mitchell) – 3:31
3. "So You're Leaving" (Green) – 2:57
4. "What Is This Feeling?" (Green) – 3:42
5. "Old Time Lovin'" (Green) – 3:19
6. "I've Never Found a Girl (Who Loves Me Like You Do)" (Eddie Floyd, Alvertis Isbell, Booker T. Jones) – 3:41
7. "How Can You Mend a Broken Heart?" (Barry Gibb, Robin Gibb) – 6:22
8. "Judy" (Green) – 3:47
9. "It Ain't No Fun to Me" (Green) – 3:23